# Usson
Usson is een gemeente in het Franse departement Puy-de-Dôme (regio Auvergne-Rhône-Alpes). De plaats maakt deel uit van het arrondissement Issoire. Usson is lid van Les Plus Beaux Villages de France. Usson telde op 1 januari 2022 297 inwoners.

## Geografie
De oppervlakte van Usson bedroeg op 1 januari 2022 5,43 vierkante kilometer; de bevolkingsdichtheid was toen 54,7 inwoners per km².

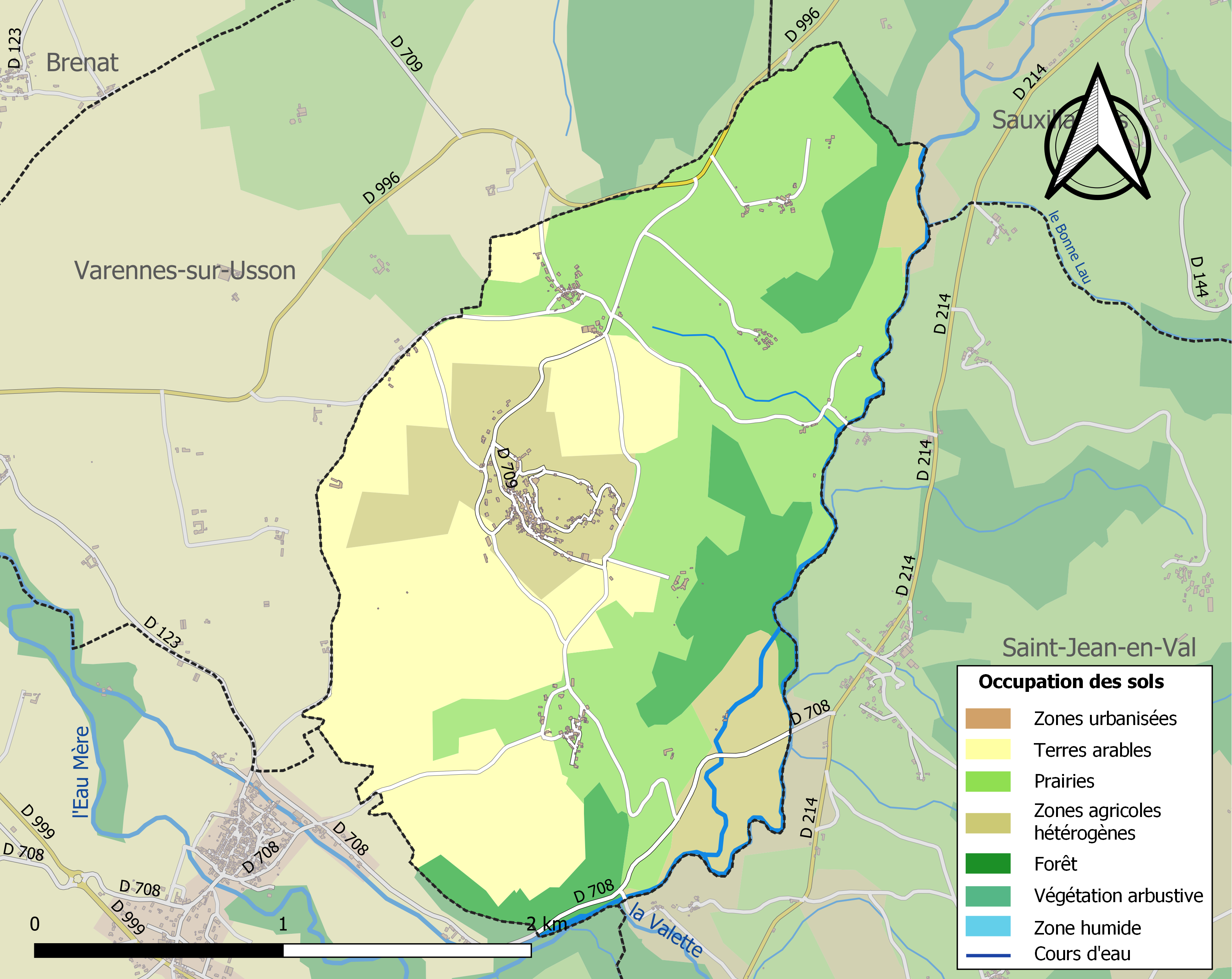
Kaart van de gemeente met belangrijkste infrastructuur, bodemgebruik en omliggende gemeenten

## Demografie
Onderstaande figuur toont het verloop van het inwonertal (bron: INSEE-tellingen).

## Afbeeldingen

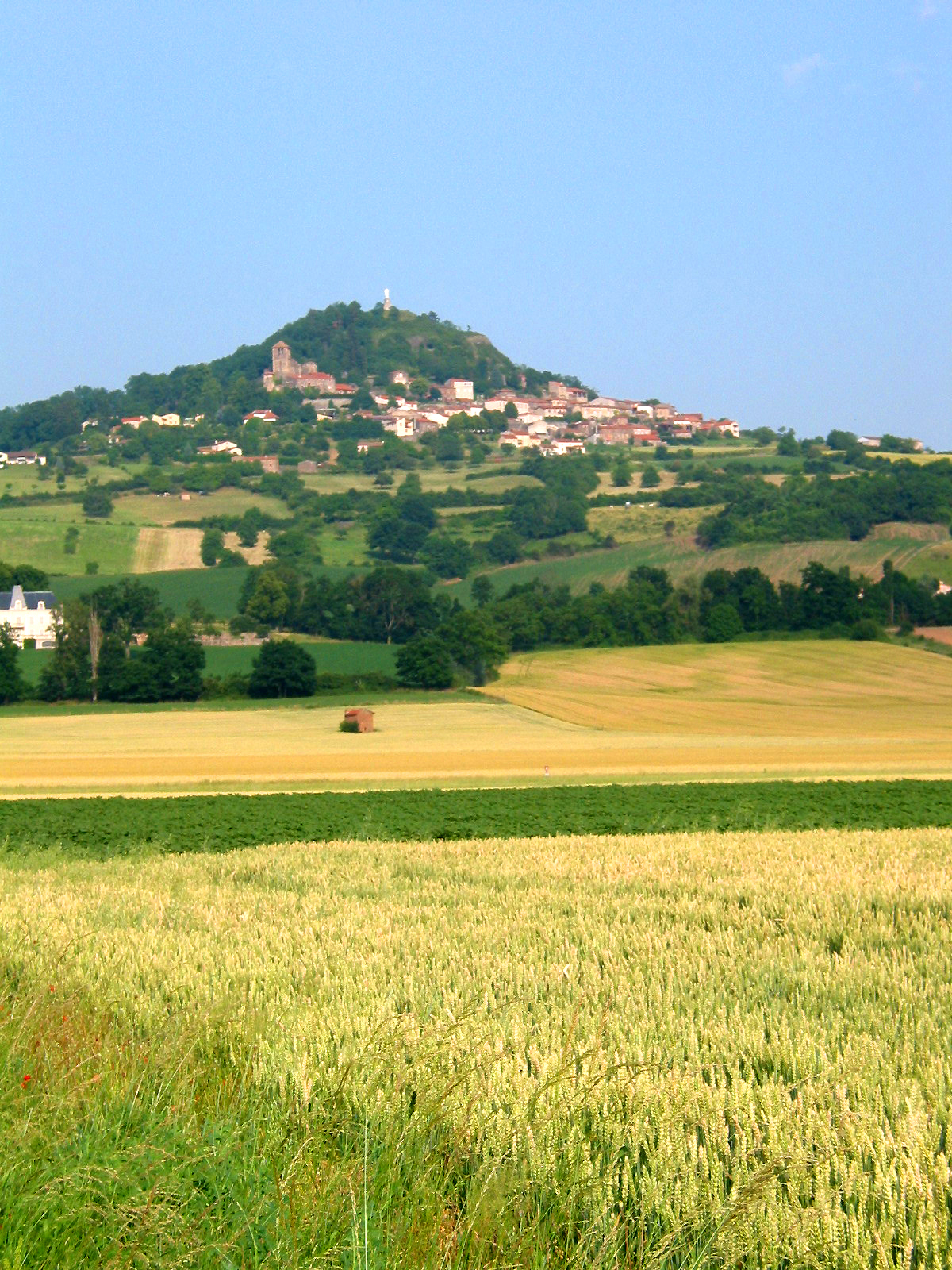
Gezicht op Usson
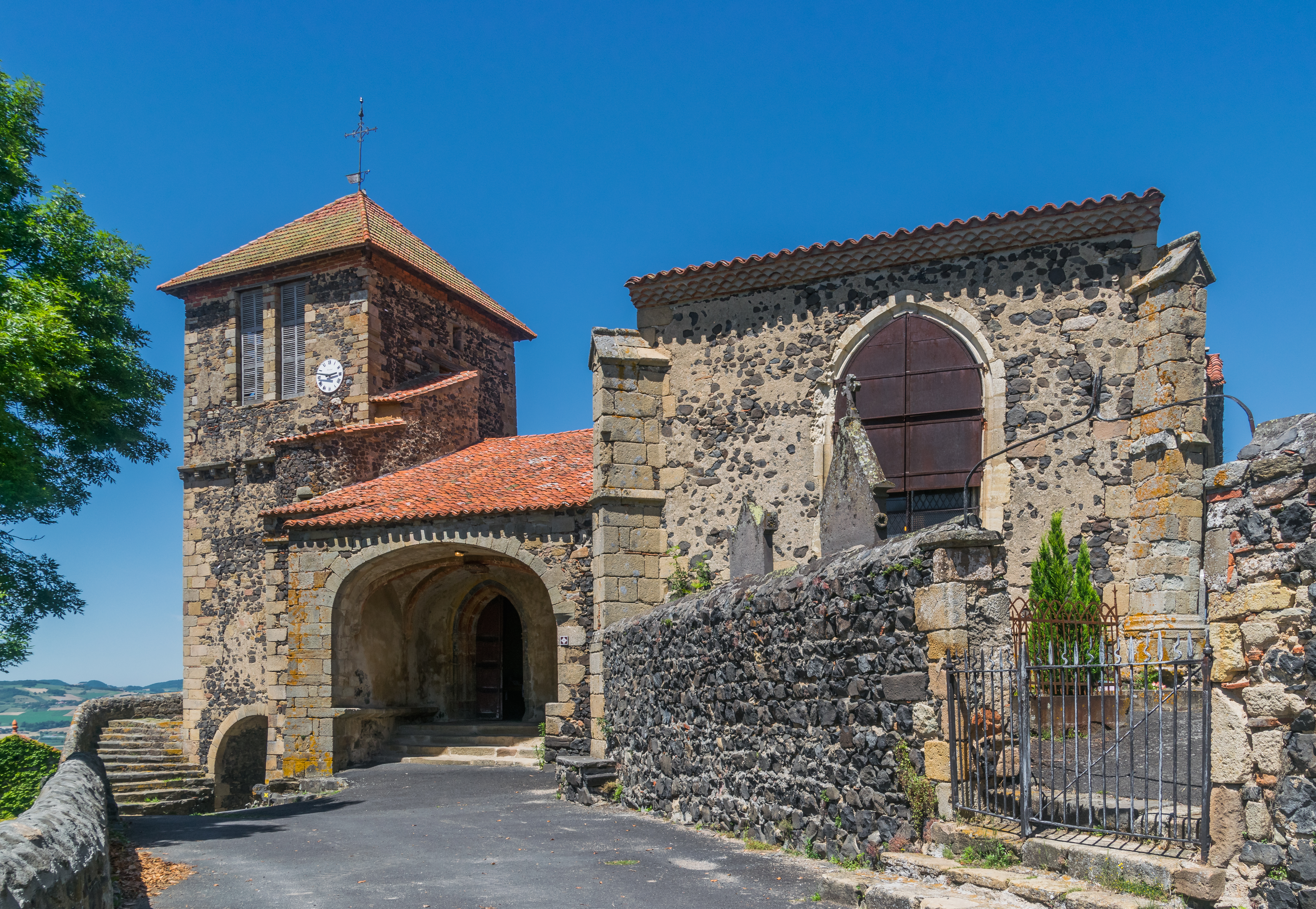
Église Saint-Maurice